# شبكة أخبار ثقافة السلام
شبكة أخبار ثقافة السلام هي شبكة إلكترونية تفاعلية مرخصة من الأمم المتحدة، ملتزمة بدعم الحركة العالمية لثقافة السلام واللاعنف. بدأت الشبكة تحت رعاية اليونسكو، كجزء من السنة الدولية لثقافة السلام. كما أيدت الجمعية العامة للأمم المتحدة في عام 2009 عمل الشبكة في القرار A / RES / 64/80.
نمت الشبكة في نطاقها في السنوات الأخيرة. اعتبارًا من عام 2018، يتم تحديث موقع الشبكة يوميًا تقريبًا (30-50 مقالة في الشهر) بمقالات تروج لواحد على الأقل من مجالات البرامج الثمانية لثقافة السلام على النحو المحدد في إعلان وبرنامج عمل ثقافة السلام للأمم المتحدة: التربية من أجل السلام، حقوق الإنسان، التنمية المستدامة، مساواة المرأة، المشاركة الديمقراطية، التدفق الحر للمعلومات، التسامح / التضامن، نزع السلاح / الأمن. تحتوي الشبكة على أقسام باللغة الإنجليزية والفرنسية والإسبانية والبرتغالية. يتم دائمًا إقران المقالات الموجودة في القسم الفرنسي أو القسم الأسباني والبرتغالي بترجمة في قسم اللغة الإنجليزية بحيث تكون جميع المقالات متاحة باللغة الإنجليزية.
في بداية كل شهر نشرة، متوفرة على موقع شبكة حماية الطفل، تلخص التطورات الرئيسية لثقافة السلام وترسل بالبريد الإلكتروني إلى القوائم البريدية باللغات الإنجليزية والفرنسية والإسبانية.
شبكة أخبار ثقافة السلام هي مبادرة تطوعية بالكامل؛ يتم تشجيع المراسلين الإضافيين.

## روابط خارجية
- شبكة أخبار ثقافة السلام
- التعليم من أجل ثقافة السلام: شبكة أخبار ثقافة السلام كدراسة حالة